# Novell Vibe
Novell Vibe – oprogramowanie do pracy grupowej, umożliwiające m.in. jednoczesną edycję jednego dokumentu przez wiele osób w taki sposób, aby wszyscy współautorzy widzieli zmiany wprowadzane przez innych na bieżąco. Oprogramowanie zostało po raz pierwszy wydane jako Novell Pulse w 2009 roku.
Program  Novell Vibe umożliwia na zdalne edytowanie jednego dokumentu przez zespół redaktorów rozsianych po całym świecie. Program ten był pierwszym niezwiązanym z Google programem, który używa protokołu Google Wave Federation Protocol. Początkowo był to osobny projekt, jednak po wprowadzeniu na rynek Google Wave, Novell rozpoczął pracę nad zapewnieniem pełnej kompatybilności obu systemów.